# Pamphilioidea
Pamphilioidea es una pequeña superfamilia en Symphyta, que incluye unas 250 especies vivas que habitan en las regiones templadas de  Eurasia y América del Norte. Estos himenopteros comparten la característica distintiva de tener una gran cabeza (casi un prognatismo), que es más ancha ventralmente. La superfamilia aloja dos familias con especies vivientes.